# Hestur
Hestur nebo Hestoy (dán.: Hestø) je malý Faerský ostrov. Má rozlohu 6,1 km² a 20 obyvatel.
Je obklopen ostrovy Koltur na severozápadě, Sandoy na jihu a Streymoy na severu. Jsou zde čtyři vrcholy, z toho nejvyšší Múlin i Eggjarrók měřící oba 421 m. Na západním pobřeží jsou až 400 m vysoké skály. Jezero Fagradalsvatn a jeho odtok do moře, tvoří 1,1 % rozlohy ostrova.
Na ostrov je možno se dostat po Sandoyartunnilinu, který vede z ostrova Sandoy na ostrov Streymoy, nebo starší variantou trajektem.

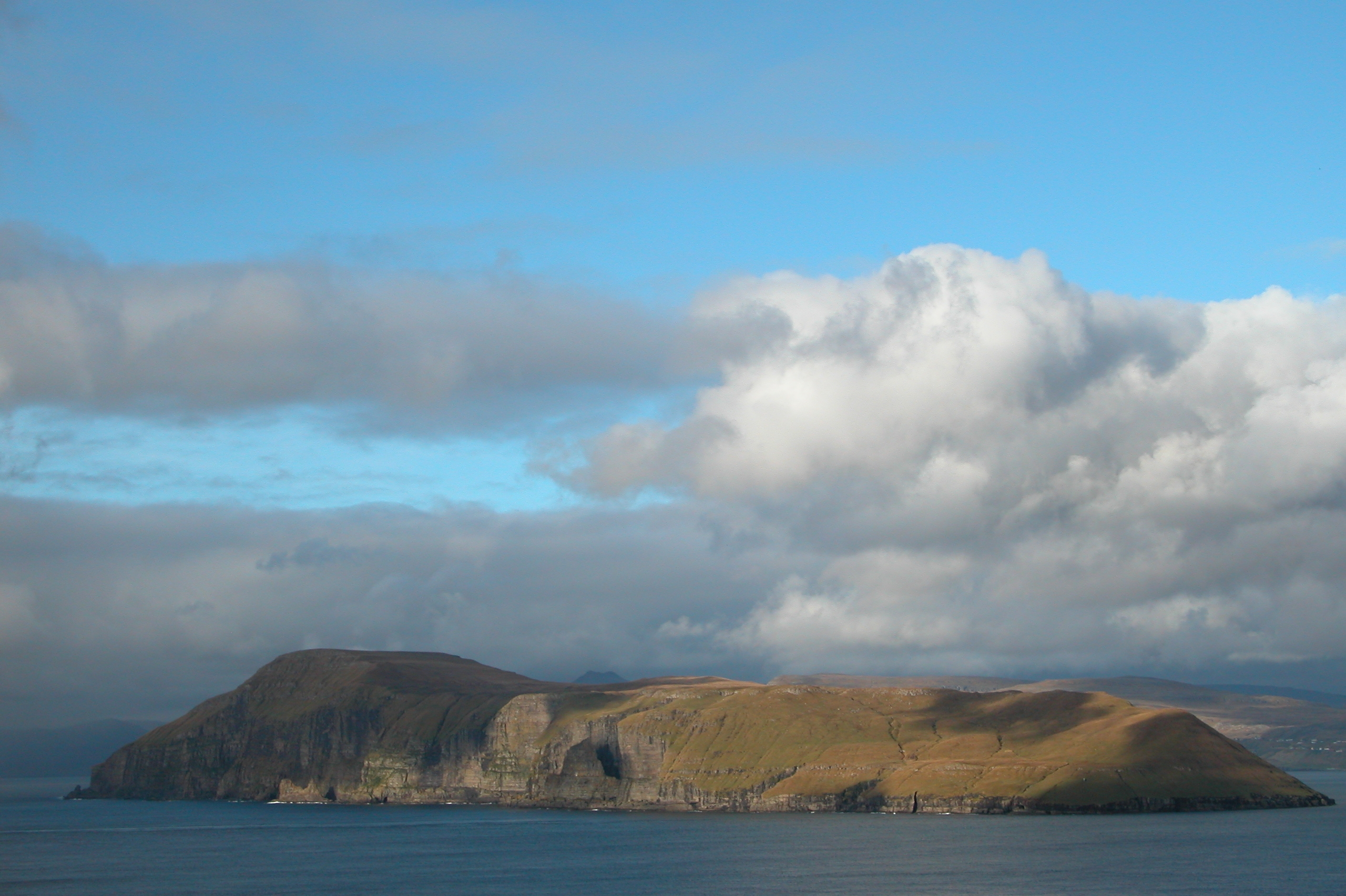
Hestur